# Larvik Turn & Idrettsforening
El Larvik Turn & Idrettsforening és un club esportiu noruec de la ciutat de Larvik. Té seccions de futbol, handbol, atletisme, lluita, i gimnàstica.

## Història
El club va ser fundat l'any 1865, mentre que la secció de futbol començà el 1906. Aquesta secció destacà durant els anys cinquanta, en els quals guanyà tres lligues nacionals. També jugà una final de copa el 1956, perdent 2-1 davant Skeid. Jugà a primera divisió entre 1937-1948 i 1952-1962. També ho ha fet a segona, tercera i quarta categoria. Alguns futbolistes internacionals del club han estat Gunnar Thoresen, Hallvar Thoresen, Tom Sundby i Gunnar Halle.
En atletisme destacà Lars Martin Kaupang, qui ostentà el rècord noruec d'atletisme de 1500 metres entre el 30 de juny de 1976 i el 29 d'abril de 2012 amb un temps de 3:37.4 minuts.

## Palmarès
- Lliga noruega de futbol:
  - 1953, 1955, 1956